# Degulhalli, Sampgaon
Degulhalli là một làng thuộc tehsil Sampgaon, huyện Belgaum, bang Karnataka, Ấn Độ.